# Dimitrije Davidovics
Dimitrije "Dimitri" Davidovics (Aleksandrovac, 1944. május 21. –) szerb labdarúgó, középpályás, majd edző.

## Sikerei, díjai

### Edzőként
Budapest Honvéd FC:
- Magyar labdarúgó-bajnokság ezüstérmes: 1993–94